# Ugandiska folkets motståndsstyrka
Ugandiska Folkets Motståndsstyrka, Uganda People's Defence Force (UPDF), tidigare Nationella Motståndsarmén, är Ugandas armé.
UPDF ligger sedan flera år[när?] tillbaka i väpnad konflikt med rebellgruppen Herrens motståndsarmé i norra Uganda.